# ASC Jeanne d’Arc
ASC Jeanne d’Arc (Association Sportive et Culturelle Jeanne d’Arc) ist ein senegalesischer Fußballverein aus der Hauptstadt Dakar.
Der Verein wurde im September 1921 vom Dakarer Pfarrer Lecoq gegründet und nahm in den 1940er- und 1950er-Jahren an der Coupe d’AOF, dem Pokalwettbewerb der französischen Kolonialföderation Französisch-Westafrika teil und gewann 1951 und 1952. Es folgten später nationale Meister- und Pokaltitel im unabhängigen Senegal. Zur Saison 2009/10 spielt Jeanne d’Arc in der Ligue 1, der höchsten senegalesischen Spielklasse.

## Erfolge

### National
- Senegalesischer Meister: 1960, 1969, 1973, 1985, 1986, 1988, 1999, 2001, 2002, 2003
- Senegalesischer Pokalsieger: 1962, 1969, 1974, 1980, 1984, 1987
- Senegalesischer Supercup: 1986, 1989, 2001

### International
- Coupe d’AOF:
  - Sieger: 1951, 1952
- CAF Cup
  - Finalist: 1998

## Trainer
- Alain Moizan (2001–2003)

## Spieler
- Ousmane N’Doye (1998–2002)
- Birahim Diop (2000–2001)
- Abdoulaye Faye (2001–2002)
- Narcisse Yaméogo (2001–2003)
- Pape Samba Ba (2003–2004)
- Dame N’Doye (2003–2006)
- Papa Babacar Diawara (2007)